# Mouvement démocratie alsacienne
Le Mouvement démocratie alsacienne (MDA) est un parti politique alsacien créé en 1986 par Alfred Muller, maire de Schiltigheim (Bas-Rhin), à la suite de son départ du Parti socialiste (PS).

## Fondation
Alfred Muller, ancien président de la fédération socialiste du Bas-Rhin, membre du courant rocardien, fonde le Mouvement démocratie alsacienne en 1986. Il rompt ainsi avec le Parti socialiste, en raison de l'installation l'année précédente du Synchrotron (accélérateur de particules) à Grenoble et non à Strasbourg, comme initialement promis par le gouvernement socialiste, mais aussi parce qu'il n'est pas désigné tête de la liste PS aux élections législatives dans le Bas-Rhin.
Le « Mouvement démocratie alsacienne » est la dénomination officielle du parti, bien que les médias parlent parfois de « Mouvement des démocrates alsaciens ».

## Alliance avec La Gauche moderne
En novembre 2007, Jean-Marie Bockel, secrétaire d'État du gouvernement Fillon, propose de rencontrer Alfred Muller afin de discuter des points de convergence entre  La Gauche moderne et le MDA. Pour Muller, qui n'adhère pas à certaines déclarations de Bockel sur l’« archaïsme » du PS, le MDA n'est pas amené à disparaitre au travers de cette alliance.
Alfred Muller ne se représentant pas aux élections municipales de 2008, un de ses adjoints MDA, Jean-Marie Kutner (candidat aux législatives de 2002 et récent adhérent de La Gauche moderne), présente la liste « Ensemble pour Schilick, liste d’ouverture MDA-LGM avec l’investiture officielle de l’UMP-majorité présidentielle », qui est battue par la liste PS.

## Union avec la droite
Lors des élections municipales de 2014, Jean-Marie Kutner se présente à nouveau, à la tête d'une liste d'union intitulée « Ensemble naturellement ». Au second tour de scrutin, il noue une alliance avec la liste UMP menée par Christian Ball. La nouvelle liste, intitulée « Tous ensemble naturellement », l'emporte face au maire PS sortant, Raphaël Nisand, avec 55,5% des voix.
Christian Deleau, président du MDA et membre de la liste Ensemble naturellement est élu conseiller communautaire de la communauté urbaine de Strasbourg (CUS), de même que Danielle Diligent et Gérard Bouquet. Le MDA participe à la grande coalition menée par Robert Hermann et Yves Bur au niveau de la CUS, et Jean-Marie Kutner en est nommé vice-président. D'autres élus de la liste « Tous ensemble naturellement », anciens membres du Parti socialistes et dissidents de l'équipe de Raphaël Nisand, rejoignent le Mouvement démocratie alsacienne, qui connaît un afflux de nouveaux membres.
Lors des élections départementales de 2015, Danielle Diligent se présente dans le canton de Schiltigheim en binôme avec le maire UMP de Bischheim Jean-Louis Hoerlé. Ils sont élus avec 70,5 % des voix face au binôme du Front national.